# إيلين هوب وليامز
إيلين هوب وليامز (بالإنجليزية: Eileen Hope Williams)‏ هي لاعبة غولف نيوزيلندية، ولدت في 1884، وتوفيت في 1958.